# Курёнпхо (уездный город)
Курёнпхо (кор. 구룡포) — уездный город в районе Намку города Пхохан провинции Кёнсан-Пукто, Республика Корея. Официальное название административно-территориального деления — уездный город Курёнпхо (кор. 구룡포읍). Административный центр — селение Худонни.

## История
Волость Чханджу была преобразована в уездный город Курёнпхо в 1942 году.

## Административное деление
| РПТ        | Корейский |
| ---------- | --------- |
| Курёнпхори | 구룡포리  |
| Самджонни  | 삼정리    |
| Сокпённи   | 석병리    |
| Сондонни   | 성동리    |
| Купхённи   | 구평리    |
| Чангилли   | 장길리    |
| Хаджонни   | 하정리    |
| Пёнпхори   | 병포리    |
| Худонни    | 후동리    |
| Нультхэри  | 눌태리    |